# Публій Ветурій Гемін Цікурін
Пу́блій Вету́рій Гемі́н Цікурі́н (лат. Publius Vetusius Geminus Cicurinus; ? — після 499 до н. е.) — політичний, державний і військовий діяч часів ранньої Римської республіки, консул 499 року до н. е.

## Життєпис
Походив з патриціанського роду Ветуріїв. Син Гая Ветурія Цікуріна, мав брата-близнюка Тита, тому отримав агномен «Гемін» (Близнюк). Був серед прихильників Марка Юнія Брута, який організував змови проти царя Тарквінія Гордого. 
У 509 році до н. е. консул-суффект Публій Валерій Публікола призначив Ветурія першим квестором республіки. Звитяжив під час боротьби проти військ Тарквінія Гордого, латинського союзу, царя Порсени.
У 499 році до н. е. його було обрано консулом разом з Тітом Ебуцієм Гельвою. З успіхом воював проти міста-держави Фідени, завдавши останньому поразки. Підкорив місто Крустумерія. Також разом з колегою змусив місто-державу Пренеста вийти з латинського союзу і укласти союз із Римом. 
З того часу про подальшу долю Публія Ветурія Геміна Цікуріна немає відомостей.

## Родина
- Гай Ветурій Цікурін, консул 455 року до н. е.